# Håkan Isefjord
Erik Håkan Isefjord, född 13 juni 1952 i Oskarshamn, död 28 september 1994 i Estoniakatastrofen, var en svensk journalist och pressfotograf. Enligt journalisten Sven Anér påträffades Isefjords kamera i en livbåt efter Estonias förlisning, från början innehållande två filmrullar som inte längre fanns kvar när kameran skickats till Stockholm från svenska ambassaden i Tallinn. Isefjord begravdes i Döderhult den 27 oktober 1994. År 1998 invigdes Håkan Isefjords plats i Oskarshamns hamn.